# گوری (کمدین)
گوری (انگلیسی: Gori؛ زادهٔ ۲۲ مهٔ ۱۹۷۲) کمدین، variety show host، صداپیشه، کارگردان فیلم، موسیقی‌دان اهل ژاپن است. وی از سال ۱۹۹۵ میلادی تاکنون مشغول فعالیت بوده‌است.
از فیلم‌ها یا برنامه‌های تلویزیونی که وی در آن نقش داشته‌است می‌توان به گوئمون اشاره کرد.